# Pince ampèremétrique
La pince ampèremétrique, aussi appelée capteur de courant sans contact, est un type d'ampèremètre permettant de mesurer l'intensité du courant électrique circulant dans un fil conducteur sans avoir à ouvrir le circuit pour y placer un ampèremètre classique. Elle a été inventée dans les années 1930 par Chauvin-Arnoux,.
Le fonctionnement de la pince ampèremétrique se base sur la mesure indirecte du courant circulant dans un conducteur à partir du champ magnétique ou du champ électrique qu'engendre cette circulation de courant. Le nom de pince provient de la forme du capteur de champ magnétique. La pince peut s'ouvrir, de manière à enlacer le fil dans lequel circule un courant. 
Cette méthode a deux principaux avantages :   
- elle évite d'avoir à ouvrir le circuit pour effectuer la mesure de courant, ce qui permet également d'éviter les chutes de tension qui seraient engendrées par l'insertion d'un ampèremètre dans le circuit. On peut donc mesurer l'intensité du courant dans un conducteur sans interrompre le circuit sous test ;
- elle permet une sécurité pour l'opérateur qui réalise la mesure puisqu'aucun contact électrique avec le circuit n'est effectué. Il n'est donc pas nécessaire d'enlever l'isolant électrique entourant le fil lors de la mesure.

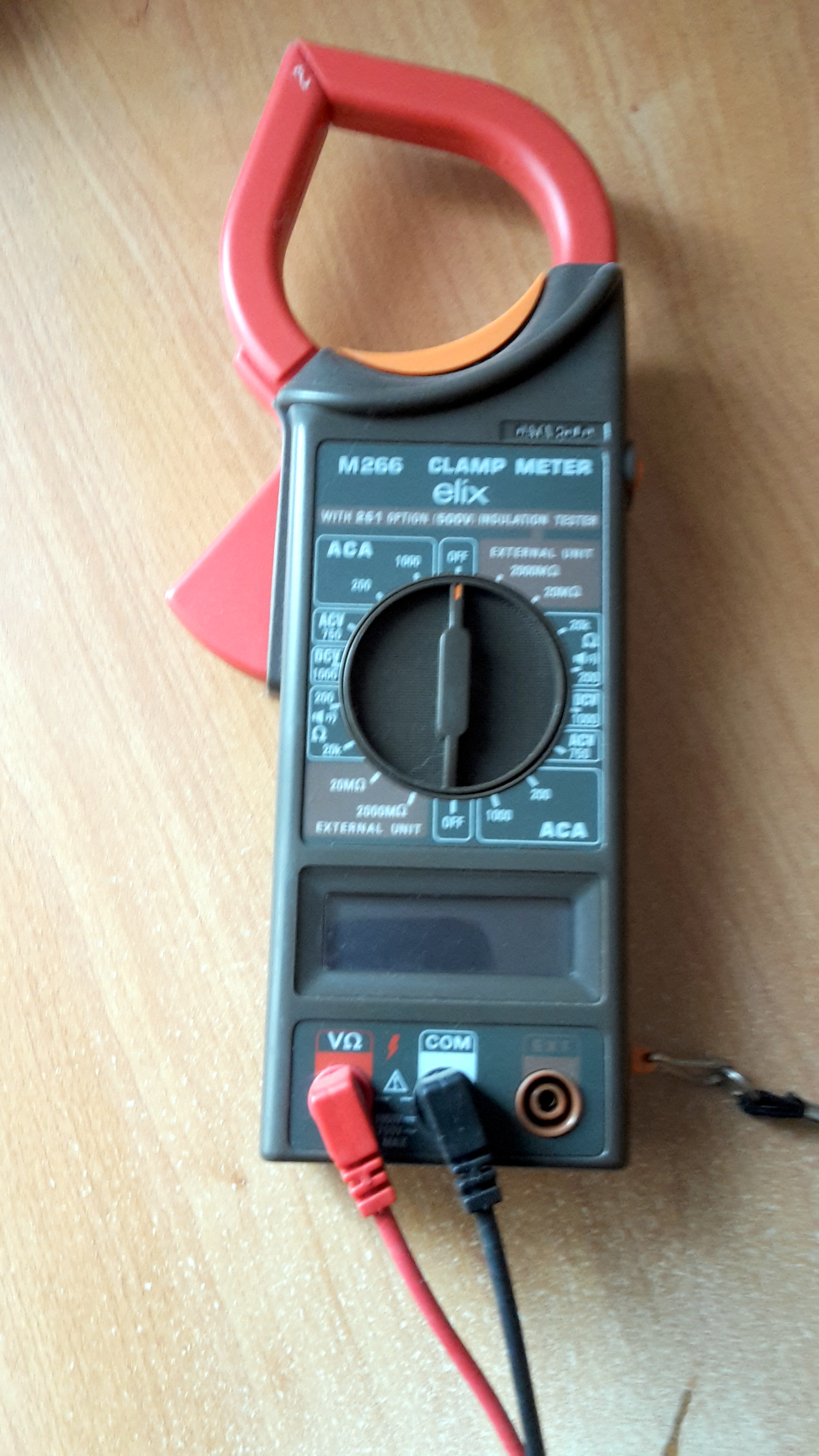
Multimètre avec pince ampèremétrique (rouge)

## Types de pinces ampèremétriques
Les pinces ampèremétriques peuvent mesurer des courants alternatifs ou continus selon leur mode de fonctionnement. On distingue notamment :
- les capteurs utilisant l'induction électromagnétique : ils fonctionnent selon le même principe qu'un transformateur électrique et ne peuvent mesurer que des courants alternatifs. La pince ampèremétrique remplit alors les fonctions d'ampèremètre associé à un transformateur de courant.
- les capteurs de courant à effet Hall (voir cette animation pour comprendre le principe de fonctionnement) : ceux-ci peuvent mesurer les courants électriques aussi bien alternatifs que continus.

## Pince à induction électromagnétique

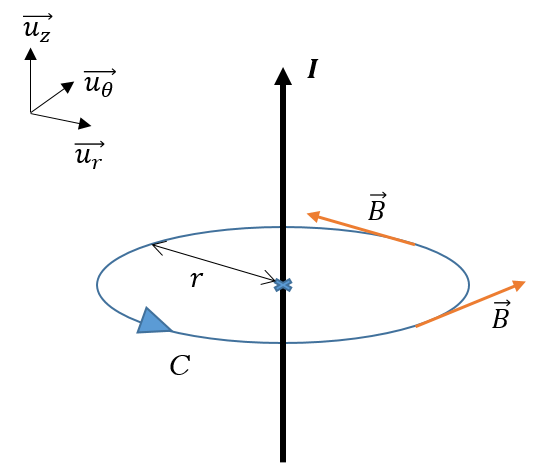
Champ magnétique engendré par un fil parcouru par un courant.

D'après l'équation de Maxwell-Ampère, lorsqu'un courant alternatif parcourt un conducteur électrique, ce courant engendre un champ magnétique alternatif proportionnel à son intensité.  
La pince, composée d'un matériau ferromagnétique doux (comme le fer), entoure le fil électrique et canalise toutes les lignes de champ qui sont alors dirigées vers le circuit secondaire. La loi de Lenz-Faraday assure alors que la variation du flux magnétique à travers une surface induit une force électromotrice dans la pince, c'est-à-dire une tension que l'on peut facilement mesurer. Cette force électromotrice induite e est telle que: 
{\displaystyle e=-{\frac {\mathrm {d} \Phi }{\mathrm {d} t}}\quad {\text{avec}}\quad \Phi =\iint _{S}{\vec {B}}\cdot {\vec {n}}\,\mathrm {d} S}
où :  
- S : surface traversée par le champ magnétique. Dans ce cas il s'agit de la surface délimitée par les mâchoires de la pince ;
- {\displaystyle {\vec {n}}} : vecteur unitaire normal à la surface.

À partir de la mesure de cette tension et connaissant la résistance du circuit, on peut en déduire le courant i2 induit circulant dans la pince ampèremétrique. Une fois l'intensité i2 déterminée, il est possible d'obtenir la valeur de l'intensité du courant i1 circulant dans le fil électrique.
Remarques
- il n'est pas nécessaire que le fil électrique soit parfaitement placé au centre de la pince ampèremétrique car la force électromotrice induite e ne dépend que du flux du champ magnétique qui traverse la surface délimitée par le noyau de fer doux, ce dernier permet de canaliser la quasi-totalité de ces lignes de champ. Par conséquent la position du fil importe peu.
- si la pince entoure un câble composé de deux fils conducteurs dont les courants sont égaux mais de sens opposé, le flux magnétique total sera nul et donc un courant induit nul ce qui peut être source d'erreurs. Il est donc « très important » de mesurer le courant d'un seul fil à la fois pour éviter toute source de mesure erronée, pouvant conduire à des conclusions erronées pouvant avoir des « conséquences mortelles ».

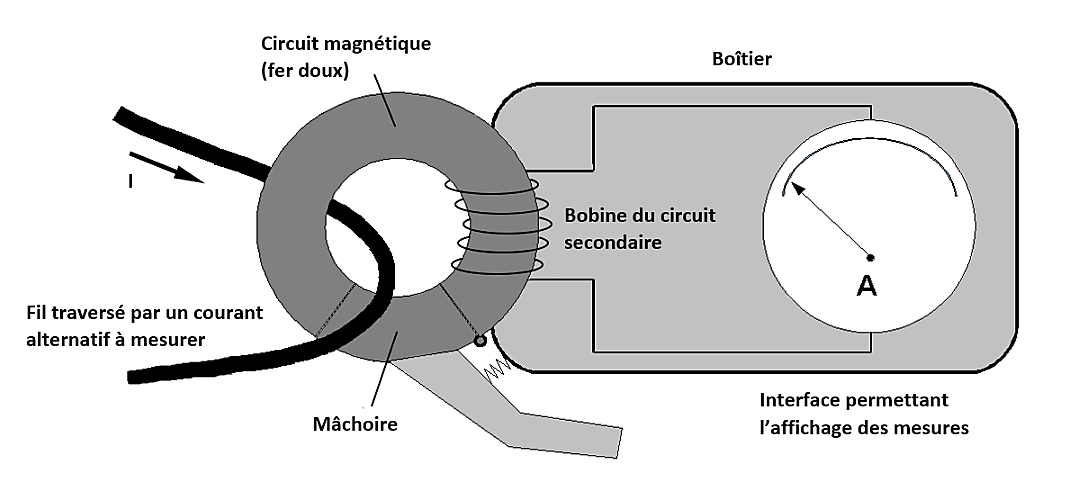
Schéma de fonctionnement d'une pince ampèremétrique en courant alternatif.

Le principe de fonctionnement des pinces ampèremétriques est basé sur celui des transformateurs de courant, constitués d'un enroulement primaire et d'un enroulement secondaire, reliés par un noyau magnétique en fer doux. L'ensemble forme un circuit magnétique.
Dans le cas de la pince ampèremétrique, le fil dont on veut mesurer l'intensité est considéré comme l'enroulement primaire constitué de N1= 1 spire. L'enroulement secondaire est quant à lui constitué de la bobine du circuit secondaire (cf. schéma ci-contre) comprenant N2 spires.
En supposant la résistance des deux enroulement nulle, le théorème d'Ampère appliqué sur une ligne de champ magnétique dans le circuit magnétique permet d'obtenir :
{\displaystyle N_{1}\,i_{1}+N_{2}\,i_{2}=0\quad \Longrightarrow \quad i_{1}=-{\frac {N_{2}}{N_{1}}}\,i_{2}}
où :
- i1 et i2 : intensités respectivement aux bornes de l'enroulement primaire (fil) et secondaire (bobine de la pince) ;
- N1 et N2 : nombres de tours respectivement de l’enroulement primaire et secondaire.

En prenant les valeurs efficaces des intensités, on obtient donc la relation :
{\displaystyle I_{1}={\frac {N_{2}}{N_{1}}}\,I_{2}}
où :
- I1 et I2 : intensités efficaces des courants respectivement de l'enroulement primaire (fil) et secondaire (bobine de la pince) ;
- N1= 1 et N2 : nombres de tours respectivement de l’enroulement primaire et secondaire.

On obtient donc une relation de proportionnalité entre le courant circulant dans le fil (I1) et le courant circulant dans la pince ampèremétrique (I2). Cette proportionnalité est particulièrement intéressante lorsqu'il s'agit de mesurer de très fortes intensités. En effet, si l'on augmente le nombre de tours N2 de l'enroulement secondaire (dans la pince) on peut mesurer des courants I1 très importants tout en ayant des courants I2 faibles dans la pince ampèremétrique.

## Pince à effet Hall

Principe de l'effet Hall.

Lorsque le courant est continu, on peut le mesurer grâce au principe de l’effet Hall, du nom du physicien Edwin Hall qui découvrit ce phénomène en 1879.
Lorsqu'un courant électrique I parcourt un matériau semi-conducteur soumis à un champ magnétique {\displaystyle {\vec {B}}} perpendiculaire au déplacement du courant, il apparaît alors une tension de Hall Vh, perpendiculaire au champ magnétique. Cette tension est proportionnelle au courant qui circule ainsi qu'au champ magnétique présent, soit : 
{\displaystyle V_{h}=k_{1}\,I\,B}
où :
- k1 : coefficient de sensibilité en volts par ampère tesla (V A−1 T−1).

Dans le cas d’une pince ampèremétrique, on souhaite mesurer le courant qui circule dans le fil enserré par les mâchoires de la pince. Comme vu précédemment, l'équation de Maxwell-Ampère assure que le courant va engendrer un champ magnétique proportionnel à son intensité.  
La pince entourant le fil électrique est composée d'un matériau ferromagnétique doux tel que le fer, et le capteur à effet Hall est placé dans l'entrefer du circuit magnétique. Le matériau ferromagnétique va canaliser toutes les lignes de champ du champ magnétique {\displaystyle {\vec {B}}} induit par le courant I2 circulant dans le conducteur et va ainsi les diriger dans le circuit secondaire.   

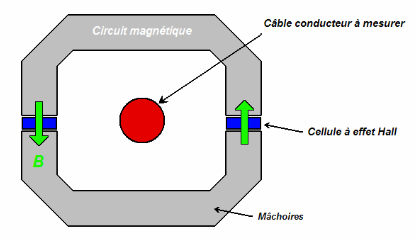
Vue en coupe d'une pince ampèremétrique à effet Hall.

Si le matériau ferromagnétique possède un champ coercitif faible, le champ magnétique {\displaystyle {\vec {B}}} est proportionnel au courant I2. En effet, si celui-ci est traversé de façon longitudinale par un courant constant, la mesure de sa tension de Hall transversale Vh permettra de remonter au champ magnétique d'après la relation suivante :   
{\displaystyle B=k_{2}\,I_{2}}
où :
- k2 : coefficient de sensibilité en volts par ampère et par tesla (V A−1 T−1).

À partir du champ magnétique engendré par le fil, on peut trouver la valeur du courant circulant dans le fil entouré par la pince par un calcul de magnétostatique en utilisant la relation de proportionnalité entre la tension de Hall mesurée et le courant traversant le conducteur :  
{\displaystyle V_{h}=k_{2}\,I_{2}\,I_{1}}.
La mesure du courant réalisée avec une pince à effet Hall est très précise car l'intensité du champ magnétique varie avec le courant circulant dans le fil conducteur. Il est ainsi possible de détecter et mesurer des signaux alternatifs de formes complexes avec un faible déphasage jusqu'à 1 kHz[réf. nécessaire].
Remarquela tension obtenue n’étant que de l'ordre de la dizaine de millivolts elle nécessite une amplification avant d'être convertie en numérique.